# Meritnebti
Meritnebti (nevének korábbi rekonstrukciói: Nofrethanebti, Nofretnebti) ókori egyiptomi királyné volt az V. dinasztia idején, Szahuré felesége, Noferirkaré anyja.
Meritnebti szülei nem ismertek. A királynét együtt ábrázolják férjével annak abuszíri halotti templomában. Itt Szahuré anyja, Noferhotepesz mellett ábrázolják, akivel fogják egymás kezét; ez szokatlan ábrázolás, és arra utalhat, közel álltak egymáshoz, talán Meritnebtinek is Noferhotepesz volt az anyja. A halotti templomban említik Hóremszaf, Netjerirenré, Hakaré és Nebanhré hercegeket, de nem világos, hogy Meritnebti fiai, vagy egy másik feleségé. Ranofer és Netjerirenré hercegek Szahuré és Meritnebti fiai lehettek; Miroslav Verner szerint Ranofer később Noferirkaré néven, Netjerirenré pedig talán Sepszeszkaré néven lépett trónra.
Címei: Aki látja Hóruszt és Széthet (m33.t-ḥrw-stš), Nagy kegyben álló (wr.t-ḥzwt), A király szeretett felesége (ḥm.t-nỉswt mrỉỉ.t=f), Hórusz társa (tỉs.t-ḥrw).
Bár a királyné már rég ismert volt férje halotti templomából, neve ott csak töredékesen maradt fenn ([…]r[…]nb.tỉ), amit Nofrethanebti és Nofretnebti formában próbáltak meg rekonstruálni. Az újabb ásatások során azonban előkerültek olyan kőtömbök, amelyeken szerepelt a királyné ábrázolása, és melyeken teljes neve fennmaradt.

## Fordítás
- Ez a szócikk részben vagy egészben  a   Meretnebty című angol Wikipédia-szócikk ezen változatának fordításán alapul.  Az eredeti cikk szerkesztőit annak laptörténete sorolja fel. Ez a jelzés csupán a megfogalmazás eredetét és a szerzői jogokat jelzi, nem szolgál a cikkben szereplő információk forrásmegjelöléseként.

## Külső hivatkozások
- List of Queens of Egypt Archiválva 2014. július 23-i dátummal a Wayback Machine-ben